# Сандроу, Нахма
Нахма Сандроу (англ. Nahma Sandrow) — американская исследовательница театра и истории культуры и автор книг «Звёзды бродяг: всемирная история идишского театра», «Бог, человек и дьявол: идишские пьесы в переводе» и «Сюрреализм: театр, искусство, идеи». Она также является автором отмеченных наградами мюзиклов «Куни-Лемл» и «Звёзды бродяг», основанных на идишском театральном материале. Она является почётным профессором колледжа Bronx Community College Городского университета Нью-Йорка и читала лекции в Оксфордском университете, Гарвардском университете, Смитсоновском институте и других местах. 
Джозеф Папп, пишущий в New York Times Book Review, заметил о «Звёздах бродяг»: «То, что делает работу Сандроу уникальной, — это необычное сочетание безупречной учёности и уморительных закулисных историй». 
В 1984 году Сэмюэл Фридман из New York Times описал успех спектакля «Куни-Лемль», поставленного по идишской пьесе Авраама Гольдфадена «Два Куни-Лемля» (1880), как «в значительной степени заслугу Нахмы Сандроу», отметив, что её работа по исследованию, переводу и адаптации пьесы позволила создать постановку, которая находит современный отклик. 

## Избранные произведения

### Книги
- Surrealism: Theater, Arts, Ideas
- Vagabond Stars: A World History of Yiddish Theater. New York: Harper & Row, 1977; reprint: Syracuse, NY: Syracuse University Press, 1996. ISBN 9780815603290
- God, Man, and Devil: Yiddish Plays in Translation

### Пьесы
- Vagabond Stars
- Kuni-Leml